# Mickey Finn (Droge)
Mit Mickey Finn (oder einfach Mickey) wird ein Getränk bezeichnet, das mit einer psychoaktiven Droge oder einem Betäubungsmittel versetzt ist und jemandem ohne dessen Wissen mit der Absicht verabreicht wird, ihn handlungsunfähig zu machen, zum Beispiel mit der Absicht eines Diebstahls oder sexuellen Missbrauchs.

## Geschichte
Der „Mickey Finn“ ist höchstwahrscheinlich nach dem Manager und Barkeeper des Lone Star Saloon and Palm Garden Restaurant benannt, das von 1896 bis 1903 in der South State Street im Chicagoer Stadtteil Loop betrieben wurde. Im Dezember 1903 dokumentierten mehrere Chicagoer Zeitungen, dass ein Michael „Mickey“ Finn den Lone Star Saloon leitete und beschuldigt wurde, K.-o.-Tropfen verwendet zu haben, um einige seiner Kunden außer Gefecht zu setzen und auszurauben.
Der erste populäre Bericht über Mickey Finn wurde von Herbert Asbury in seinem 1940 erschienenen Buch Gem of the Prairie: An Informal History of the Chicago Underworld gegeben. Seine Quellen sind Chicagoer Zeitungen und die Gerichtsaussage der Lone-Star-Prostituierten „Gold Tooth“ Mary Thornton aus dem Jahr 1903. Vor seiner Zeit als Saloon-Besitzer war Mickey Finn als Taschendieb bekannt, der häufig betrunkene Bargäste bestahl. Das Servieren eines „Mickey Finn Special“ war Teil eines von Finn inszenierten Raubüberfalls. Zuerst mischten Finn oder einer seiner Angestellten Chloralhydrat in das Getränk des ahnungslosen Kunden. Der handlungsunfähige Gast wurde dann von einem von Finns Mitarbeitern in ein Hinterzimmer gebracht, um ihn auszurauben, und anschließend in einer nahegelegenen Gasse abgelegt. Das Opfer wachte am nächsten Morgen in der Gasse auf und erinnerte nicht mehr an das, was passiert war. Finns Saloon wurde am 16. Dezember 1903 geschlossen.